# Gassin
Gassin är en fransk kommun, belägen i departementet Var i den franska regionen Provence-Alpes-Côte d'Azur. Byn ligger på en höjd av 200 meter på en klippa med vy över Saint-Tropez-bukten cirka 4 kilometer från vattnet, jämte Saint-Tropez. År 2022 hade Gassin 2 674 invånare.

## Historia
Namnet på staden kommer ifrån Guardia Sinus (gulfens väktare). I dag är byn, enligt associationen Les plus beaux villages de France, klassad som en av de vackraste byarna i Frankrike.

## Befolkningsutveckling
Antalet invånare i kommunen Gassin
| Referens: INSEE |

## Personligheter
- Emmanuelle Béart - fransk skådespelerska
- Sarah Biasini - fransk skådespelerska, dotter till Romy Schneider
- Inès de la Fressange - modedesigner och parfymmakare
- David Ginola - före detta fotbollsspelare